# Omega-3 nenasycené mastné kyseliny

Alfa-linolenová kyselina (ALA)

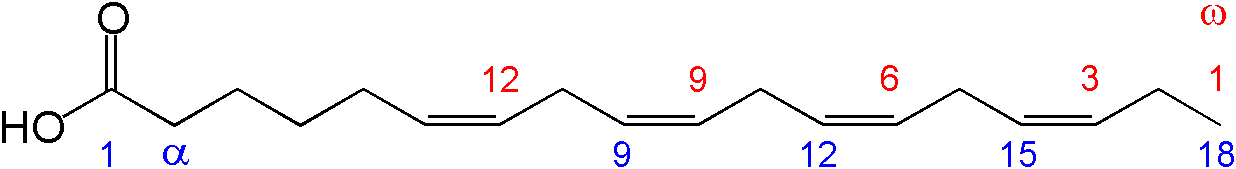
Stearidonová kyselina

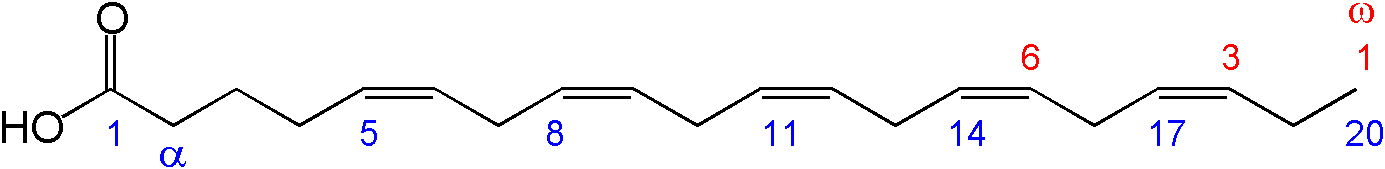
Eikosapentaenová kyselina (EPA)

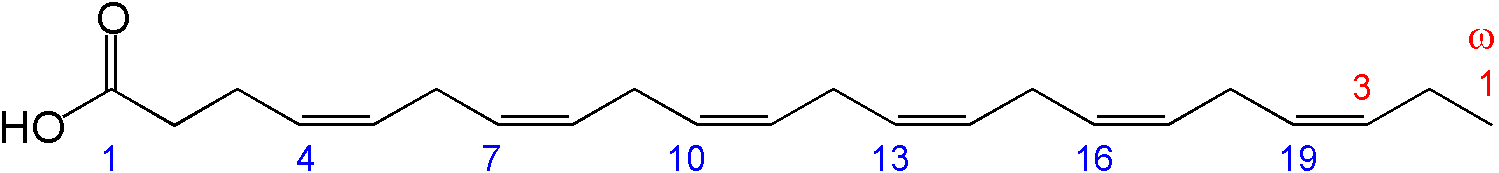
Dokosahexaenová kyselina (DHA)

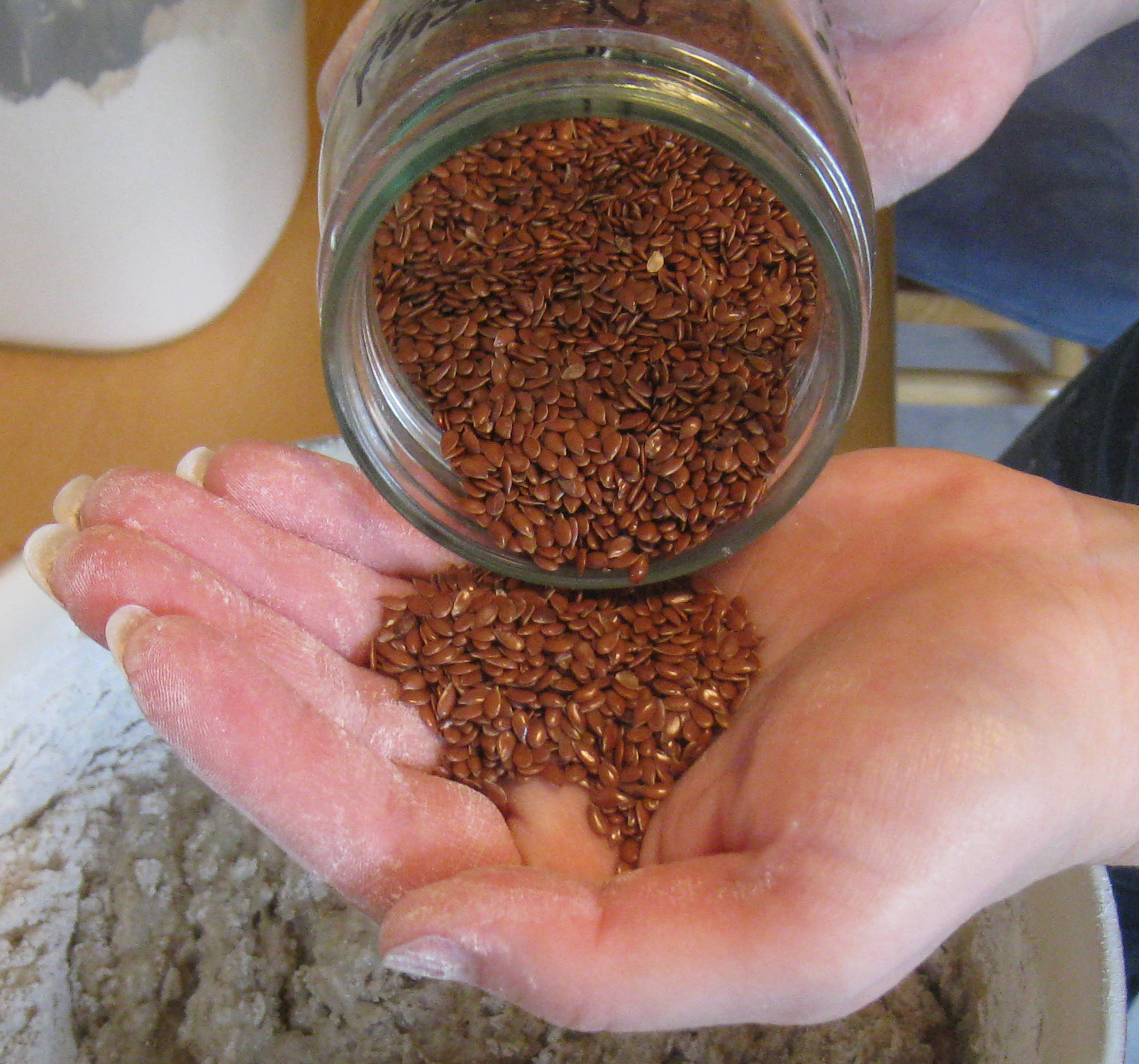
Olejný len - semena s nejvyšším obsahem alfa-linolenové kyseliny a poměrem omega-3:omega-6 až 4:1

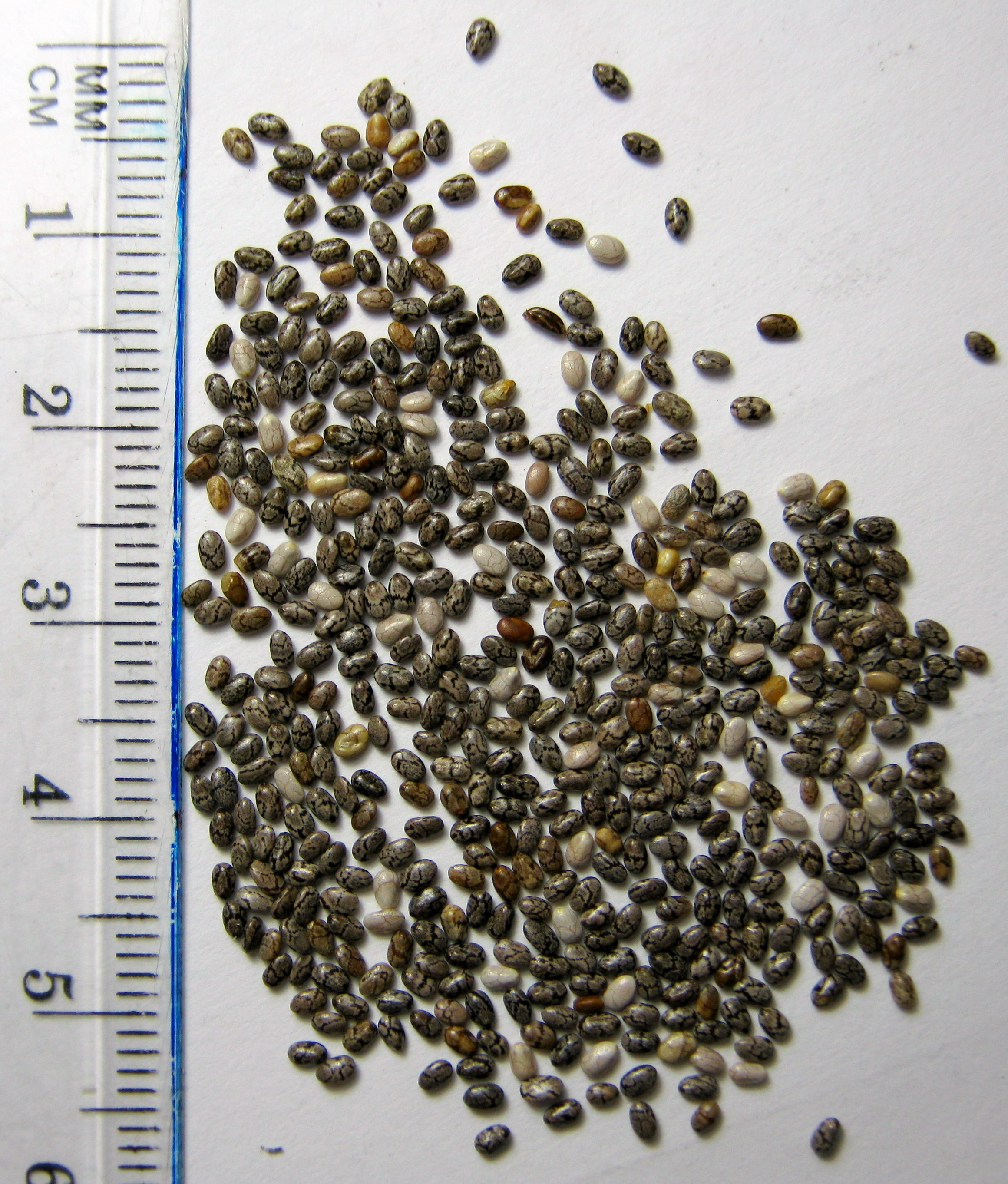
Semena šalvěje hispánské - chia semínka - s vysokým obsahem alfa-linolenové kyseliny a poměrem omega-3:omega-6 asi 3:1

Omega-3 mastné kyseliny (označované také omega-3 oleje, ω-3 mastné kyseliny nebo n-3 mastné kyseliny, případně PUFA omega-3) je skupina polynenasycených mastných kyselin, v jejichž chemické struktuře je první dvojná vazba mezi uhlíky na třetím a čtvrtém místě (počítáno od koncové methylové skupiny). Jsou široce rozšířeny v přírodě, jsou důležitými složkami metabolismu živočišných lipidů a hrají důležitou roli v lidské stravě a v lidské fyziologii.
Omega-3 polynenasycené mastné kyseliny jsou důležité pro správnou funkci očí, mozku a srdce. Pro lidskou fyziologii jsou důležité zejména kyselina α-linolenová (ALA), kyselina eikosapentaenová (EPA) a kyselina dokosahexaenová (DHA). Kyselina stearidonová je v organismu mezistupněm při konverzi ALA na EPA a případně následně na DHA, vyskytuje se však i v některých potravinách. Důležitý je i poměr uvedených omega-3 polynenasycených mastných kyselin k omega-6 polynenasyceným mastným kyselinám, který by měl být ideálně 1:1.
ALA se vyskytuje v rostlinách, zatímco DHA a EPA se nacházejí v mořských řasách a rybách. Primárními zdroji jsou mořské řasy a fytoplankton, DHA a EPA se pak hromadí v rybách, které tyto řasy konzumují. Mezi nejbohatší zdroje rostlinných olejů obsahujících ALA patří lněná semínka a vlašské ořechy, případně chia a konopná semínka, dobrým zdrojem, vzhledem k celkové spotřebě, je i řepkový olej. Zdrojem EPA a DHA v lidské stravě jsou především tučné ryby: sleď, makrela, sardinky, losos, siven. Vůbec nejbohatším zdrojem EPA a DHA jsou tresčí játra.
Člověk, stejně jako ostatní savci, není schopen syntetizovat kyselinu α-linolenovou, která je proto označována za esenciální a lze ji získat pouze ze stravy. Organismus však může ALA, pokud je k dispozici, použít k syntéze EPA a DHA vytvořením dalších dvojných vazeb podél uhlíkového řetězce (desaturace) a jeho prodloužením (elongace). Jmenovitě může být ALA (18 uhlíků a 3 dvojné vazby) využita k syntéze EPA (20 uhlíků a 5 dvojných vazeb), a následně DHA (22 uhlíků a 6 dvojných vazeb). Schopnost vytvářet omega-3 mastné kyseliny s delším řetězcem z kratších může klesat s věkem. Na vzduchu jsou nenasycené mastné kyseliny náchylné k oxidaci a žluknutí.
V některých novějších klinických studiích a metaanalýzách se nepodařilo prokázat pozitivní vliv omega-3 mastných kyselin podávaných ve formě doplňků stravy. Tento závěr se však netýká potravin s vyšším podílem EPA a DHA (ryby) nebo ALA (lněné semínko). Otázka vztahu různých skupin mastných kyselin (nasycené - SFA, mononenasycené - MUFA a polynenasycené PUFA) a kardiovaskulárních chorob byla diskutována v roce 2011, protože některé dosavadní názory byly zpochybněny.

## Pohled do historie a klinické podklady
Výzkum vlivu omega-3 nenasycených mastných kyselin na kardiovaskulární systém přinesl první ucelené poznatky v roce 1956. Byl objasněn vztah mezi deficiencí esenciálních mastných kyselin a časnějším nástupem aterosklerotických změn a příznaků. Bylo upozorněno na možnost vztahu mezi nedostatkem PUFA omega-3 a incidencí infarktu myokardu či ischemické choroby srdeční. Studie GISSI-Preventione zahrnovala 11 324 pacientů po infarktu myokardu a prokázala, že podání 0,85 g/den EPA + DHA vedlo k signifikantnímu snížení rizika náhlé smrti, fatálního a nefatálního infarktu myokardu. Ve studii Chicago s 1822 pacienty zaměřené na primární prevenci bylo snížení rizika úmrtí na kardiovaskulární onemocnění (KVO) tím vyšší, čím vyšší byl příjem rybího masa v dietě (téměř poloviční riziko u skupiny s více než 35 g rybího masa denně).
Jedna  krátkodobá studie z roku 2012 provedená na malém počtu pacientů (11)naznačovala, že tříměsíční suplementace omega-3 mastných kyselin nezlepšuje srdeční diastolickou funkci. Metaanalýza z roku 2012 došla k závěru, že není prokázán žádný vztah mezi suplementací omega-3 a úmrtností z jakékoli příčiny.
Jedna studie z roku 2012 naznačovala, že zvýšený příjem omega-3 mastných kyselin zvyšuje u mužů riziko výskytu rakoviny prostaty o 43 %. Přehledová studie z roku 2022 se spíše kloní k opačnému závěru.

## PUFA omega-3 a kardiovaskulární systém
Pozitivní vliv PUFA omega-3 na kardiovaskulární systém je široce zkoumán kvůli medicínskému, sociálnímu i ekonomickému významu. Vliv na kardiovaskulární systém je komplexní a lze shrnout do několika proudů:

### Úprava rheologických vlastností krve
PUFA omega-3 výrazně zlepšují schopnost deformability červených krvinek, pružnost jejich membrány, snižují viskozitu krve, snižují agregaci trombocytů, akcelerují trombolýzu. Komplexní antiaterogenní efekt vede u osob s KVO k vyšší stabilitě aterosklerotických plátů a k mírnému zlepšení angiografických nálezů.

### Hypolipidemický efekt EPA a DHA
Za prokázané lze považovat příznivé působení omega-3 mastných kyselin na koncentraci triglyceridů. Při konzumaci EPA a DHA v množství 2–3 g/den se v játrech snižuje endogenní lipogeneze (tvorba tuků lipidů), a tím i lipémie (zvýšený obsah tuků).[nenalezeno v uvedeném zdroji] EPA a DHA inhibuje produkci LDL cholesterolu (LDL-C). Peroxidace, které probíhají v LDL-C, vedou k následné urychlené akumulaci cholesterolu v cévní stěně. Dieta obohacená potravinami s vyšším obsahem rybího tuku může změnit chování LDL. V roce 2022 se objevil názor, že vztah mezi vysokou hladinou cholesterolu (LDL-C) a onemocněními jako infarkt nebo mrtvice není tak silný, jak se dříve soudilo, který se odvolává na odbornou lékařskou studii vyhodnocující vliv snižování LDL-C pomocí statinů na zdravotní důsledky. Autoři uvedené studie upozorňují, že výsledky musí být interpretovány opatrně, protože zjištění byla nekonzistentní a neprůkazná díky výrazné heterogenitě.

### Stabilizace myokardu
Dieta rozšířená o 1 g EPA a DHA denně průkazně snižuje riziko fatálních koronárních onemocnění. Děje se tak stabilizací myokardu a sníženým rizikem maligních arytmií. PUFA omega-3 vlivem na fosfolipidovou složku membrány stabilizují ultrastrukturu membrány. Prodlužují vedení (působí negativně dromotropně a chronotropně), zároveň působí negativně inotropně. Antiarytmické působení by mohlo být způsobeno zvýšením prahu. Jestliže se v dietě objeví rybí olej v dostatečném množství, dojde i k aktivaci K+ (ATP-dependentních) a k inhibici Ca2+ kanálů. EPA na zvířecím modelu signifikantně snižuje koncentraci intracelulárního kalcia, a to nižším transmembranózním influxem, nikoli vyšším efluxem.

### Regenerace cévního endotelu
Suplementace diety rybím olejem nebo koncentráty PUFA omega-3 má pozitivní důsledky na obnovné procesy v cévním endotelu.

### Snižují rozsah ischemického poškození
Zlepšují dříve zhoršené funkce v důsledku ischemické choroby srdeční a vlivu hypoxemie. PUFA omega-3 při pokusech na potkanech průkazně snížily postischemickou acidózu, koncentraci draslíku, zlepšily kontraktilitu a následnou rekuperaci. Při vysokém obsahu PUFA omega-3 v organismu dojde při ischemii k podstatně menší devastaci.

### Pozitivní ovlivnění metabolického syndromu
Dietní aplikace PUFA omega-3 vede ke zlepšení glukózové tolerance, zlepšení stavu inzulinové rezistence, k poklesu glykémie, lipémie apod.
Negativně působí současný výživový trend v západních zemích a to překračování doporučeného příjmu PUFA omega-6/PUFA omega-3 v neprospěch omega-3. Zvýšený podíl omega-6 vede mimo jiné ke snížení citlivosti na inzulin nebo k nižší konverzi ALA na EPA a DHA. PUFA omega-3 naopak pozitivně ovlivňují expresi transportních mechanizmů na membránách pro glukózu.

## PUFA omega-3 a imunita
Ovlivnění imunitního systému suplementací PUFA omega-3 je zajímavé jednak pro imunitu samou, jednak pro možný podíl imunitních reakcí na zánětlivé genezi aterosklerózy. Bylo prokázáno, že antiinflamatorní účinek se skutečně váže na PUFA omega-3 Dlouhodobá aplikace rybího oleje nebo koncentrátu PUFA omega-3 vede k průkaznému zlepšení imunitního systému. Zlepšení lze pozorovat i u zdravých jedinců, kdy případné disbalance jsou díky dietě bohaté na PUFA omega-3 mnohem dříve a účinněji vyrovnávány. EPA ve vyšších dávkách zkracuje průběh zánětlivých procesů Vliv PUFA omega-3 na imunitu se snaží vysvětlit protektivní a benefiční účinky EPA a DHA v oblasti kardiovaskulárních onemocnění a jejich prevence. Jde o potlačení proinflamatorních cytokinů (IL-1, IL-6, TNF-α).

## PUFA omega-3 a centrální nervový systém
1. Psychiatrická onemocnění

Údaje se vážou především ke schizofrenii a bipolární poruše. Suplementace rybím olejem v dietě, indikovaná původně ze zcela jiných důvodů, vedla ke zjištění, že se dostavil příznivý účinek i v oblasti funkcí CNS (paměť, vybavování si), zlepšily se také komplexní vztahy jedince ke společnosti, vzrostla zájmová aktivita atd. Neuringer objasnil, že se jedná o PUFA omega-3, především o DHA, která je pro vývoj CNS jedním z esenciálních substrátů.
2. Vývoj centrální nervové soustavy (CNS)

Vzájemný poměr v membránách obou řad nenasycených mastných kyselin (tj. PUFA omega-6/PUFA omega-3) a pravděpodobně i jednotlivých mastných kyselin (AA, EPA, DHA) je zřejmě důležitý pro funkci CNS.

## PUFA omega-3 a těhotenství
Vliv omega-3 mastných kyselin na plod v průběhu těhotenství začal být podrobněji zkoumán teprve v 80. letech. Impulsem bylo zjištění dánských výzkumníků, kteří popsali, že ženy žijící na Faerských ostrovech rodily v průměru o 194 g těžší děti a jejich těhotenství byla v průměru o 4 dny delší než u žen v Dánsku. Přirozená strava na Faerských ostrovech obsahuje více omega-3 mastných kyselin a méně omega-6 mastných kyselin než v Dánsku. Proto i obsah mastných kyselin v plasmě (zejména poměr omega-3 a omega-6) je významně vyšší u žen žijících na Faerských ostrovech. Studie z roku 1991 popisuje, že Dánky, které ve stravě zvýší poměr omega-3/omega-6 alespoň o 20 %, mohou očekávat prodloužení doby těhotenství o 5,7 dne Dle populačních studií je vysoká konzumace ryb (rybího oleje) údajně spojena s nižším rizikem vzniku depresí včetně depresí poporodních. Největší klinická studie z roku 2021 vliv na deprese nepotvrdila. Zvláště během posledních tří měsíců těhotenství předávají matky plodu množství esenciálních mastných kyselin, jež jsou důležité pro vývoj mozku plodu. Čerstvě po porodu mají rodičky pouze poloviční hladinu omega-3 mastných kyselin v krvi a u kojících matek je koncentrace často mnohem nižší. Mateřské mléko obsahuje vysoké množství omega-3 mastných kyselin. Během vývoje plodu je značné množství DHA akumulováno v šedé hmotě mozku a v sítnici. Je proto logické, že výzkumům stravy během mateřství, resp. obsahu DHA ve stravě byla věnována pozornost. Právě složení stravy během mateřství ovlivňuje obsah DHA v mateřském mléce. Rovnovážný příjem omega-6 a omega-3 mastných kyselin je z hlediska optimálního růstu, vývoje mozku a sítnice a z hlediska dlouhodobé minimalizace rizika chronických chorob jedním z nejdůležitějších aspektů kojenecké výživy.

## PUFA omega-3 ve výživě
V ČR je množství prodaných potravin na jednoho obyvatele téměř o polovinu vyšší, než je požadavek racionání výživy Alarmující je vysoká spotřeba tuků a zároveň nedostatečný příjem nenasycených mastných kyselin, především PUFA omega-3. Podle Výzkumného ústavu potravinářského jsou PUFA omega-3 obsaženy v lososu, makrele, sledi, pstruhu. Obsahují je vlašské ořechy, řepka, sója a jejich oleje. PUFA omega-6 obsahují slunečnicová semena, pšeničné klíčky, sezam, vlašské ořechy, sója, kukuřice, některé druhy margarínů.
| Potravina       | Kyselina alfa-linolenová (ALA) | Kyselina alfa-linolenová (ALA) |
| Potravina       | g ALA na 100 g potraviny       | poměr k omega-6                |
| --------------- | ------------------------------ | ------------------------------ |
| lněný olej      | 53                             | 4:1                            |
| lněná semínka   | 23                             | 4:1                            |
| chia semínka    | 18                             | 3:1                            |
| řepkový olej    | 9                              | 1:2                            |
| konopná semínka | 9                              | 1:3                            |
| vlašské ořechy  | 9                              | 1:4                            |

Fyziologický stav člověka je kromě celkového příjmu tuků a podílu nasycených mastných kyselin z významné části podmíněn poměrem esenciálních mastných kyselin omega-3 k mastným kyselinám omega-6. Výživové doporučení pro obyvatelstvo ČR z roku 2012 doporučuje poměr nejvýše 5 : 1, viz Výživová doporučení.
Prokázané účinky EPA a DHA na snížení rizika KVO vedly American Heart Association (AHA) k doporučení:
1. V primární prevenci jíst minimálně 2× týdně rybí maso.
2. U pacientů s prokázaným KVO podávat 1 g EPA a DHA denně, přednostně z rybích olejů, včetně podání dietetik – doplňků stravy.
3. U pacientů s hypertriglyceridémií podávat 2–4 g EPA a DHA denně ve formě kapslí – doplňků stravy.

V ČR existují průběžně aktualizovaná výživová doporučení pro obyvatelstvo České republiky.

## Doplňky stravy
Doplňky stravy neboli funkční potraviny obsahují biologicky aktivní látky s očekávaným pozitivním efektem na lidské zdraví. Jsou to zejména vitamíny, minerální látky a stopové prvky, některé typy PUFA omega-3, aminokyseliny, vláknina, kultury probiotických bakterií aj. Řadí se mezi funkční potraviny, i když mají lékovou formu (tablety, kapsle, dražé). Na trhu je řada přípravků obsahujících vysoké množství PUFA omega-3.
Přestože omega-3 mastné kyseliny jsou nutné pro správné fungování organismu, řada klinických studií a metaanalýz zpochybňuje pozitivní vliv jejich konzumace ve formě doplňků stravy.
Účinky užívání omega-3 ve formě doplňků stravy na pokles kognitivních funkcí jsou neprůkazné. Stejně tak byl zpochybněn jejich vliv na prevenci rakoviny, podle jedné studie z roku 2012 může jejich užívání zvyšovat riziko rakoviny prostaty. Metaanalýza z roku 2012 zpochybnila pozitivní vliv doplňků stravy s EPA a DHA na celkovou úmrtnost, infarkt myokardu a mrtvici.
Jedna z metaanalýz sice zpochybnila pozitivní vliv nízkých dávek ALA (1,2 až 3,6 gramu denně), u vyšších dávek však nedošla k jednoznačnému závěru, protože s vyššími dávkami pracovala pouze jediná ze sledovaných studií. Uvedená studie sice potvrdila pozitivní vliv vyšších dávek lněného semínka, autoři metaanalýzy však upozorňují, že nelze rozhodnout, zda jde o vliv ALA nebo jiných složek lněného semínka. Pozitivní vliv vyšší konzumace ryb tato metaanalýza rovněž považuje za prokázaný.

## Léčebné využití PUFA omega-3
PUFA omega-3 jsou jako lék používány od roku 2002 v Rakousku; v USA byly schváleny jako léčebný prostředek k léčbě dyslipidémie (porucha normálního složení krevních tuků) v roce 2004 (Public Health Service, Food and Drug Administration, NDA 21-654). Doporučená dávka je 1–4 g/den. Indikací je dietou neuspokojivě kontrolovaná hypertriglyceridémie a smíšená hyperlipoproteinémie v kombinaci se statiny. Produkt speciálně vyvinutý do kombinace se statiny (skupina léků snižujících množství cholesterolu v krvi) je ProCard, v ČR registrovaný jako doplněk stravy. Další možností kombinační terapie je využití spolu s fibráty. Doporučená denní dávka v sekundární prevenci ICHS je 1 g EPA a DHA denně.
Velká Británie chce přestat z veřejných peněz proplácet přípravky s omega-3 mastnými kyselinami kvůli nízké účinnosti a příliš vysoké ceně.